# Declaração de Laeken

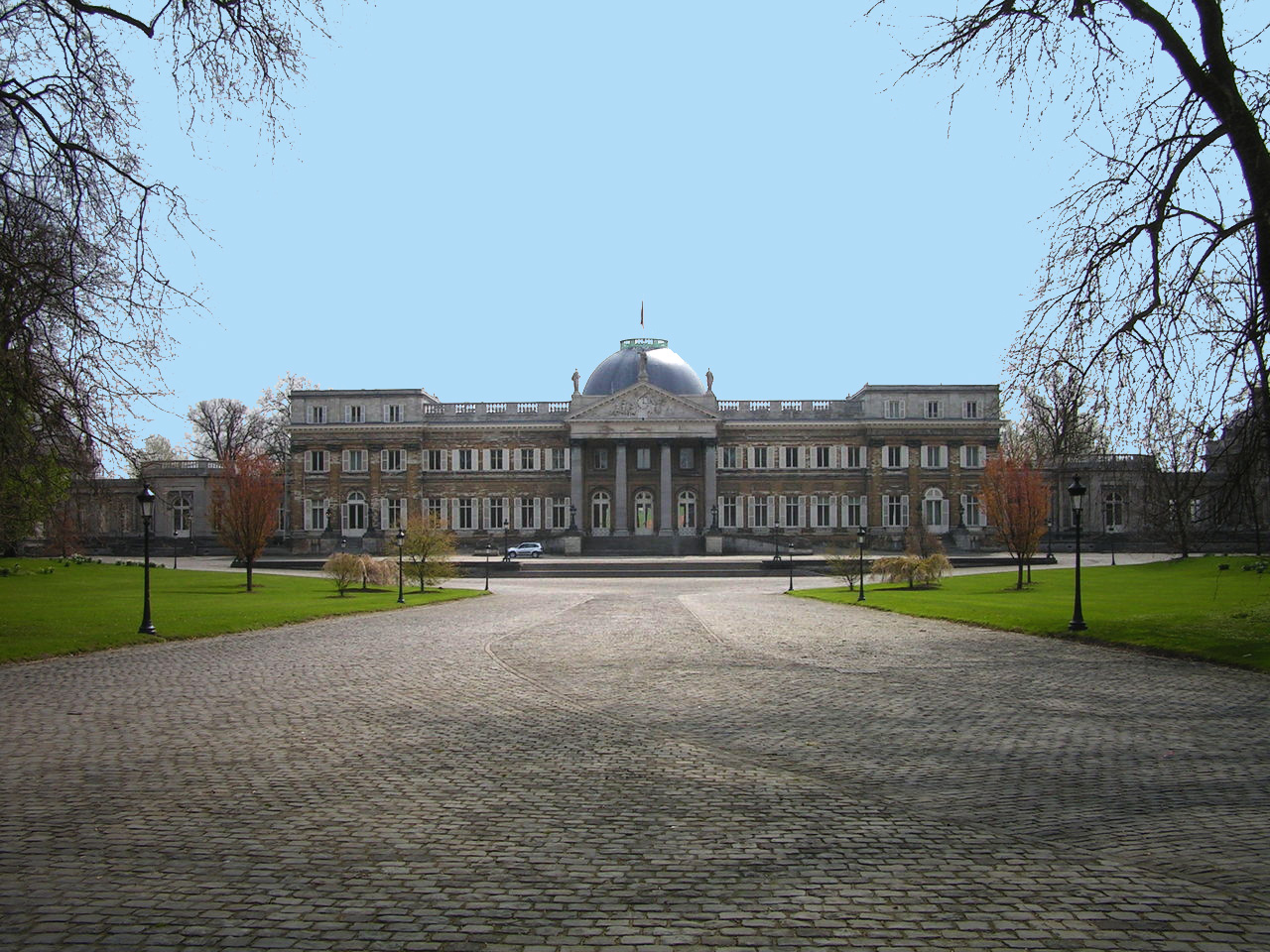
O Castelo Real de Laeken.

A Declaração de Laeken é um dos nomes pela qual é chamada a Declaração Respeitante ao Futuro da União Europeia.
Foi adoptada em Laeken, Bélgica, a 15 de Dezembro de 2001, um ano após o Tratado de Nice,e é uma declaração pela qual a União se compromete a ser mais democrática, mais transparente e mais eficaz. A Declaração levanta 60 perguntas particulares em volta de quatro temáticas: a demarcação e a determinação das competências, a facilitação dos tratados, a arquitectura dos tratados e o caminho para a construção de uma Constituição para a União. No sentido de dar resposta a essas questões, convocou-se uma convenção para associar as diversos partes participantes no debate do futuro da União. Foi a 10 de Julho de 2003 que foi acordada uma proposta de Constituição Europeia. E a 18 de Junho de 2004 os Chefes de Estado chegaram a acordo sobre o projecto de Constituição Europeia preparado pela convenção.